# Gmina Spirit Lake (Iowa)

Położenie Gminy Spirit Lake w hrabstwie Dickinson

Gmina Spirit Lake (ang. Spirit Lake Township) – gmina w USA, w stanie Iowa, w hrabstwie Dickinson. Według danych z 2000 roku gmina miała 1467 mieszkańców, a jej powierzchnia wynosi 74,86 km².